# Anthony Adams Reilly
Pas d'image ? Cliquez ici
Anthony Adams Reilly ou Anthony Adams-Reilly (11 février 1836 - 15 avril 1885 à Dublin) est un cartographe et alpiniste irlandais. C'est un des pionniers britanniques de l'âge d'or de l'alpinisme. Il participa notamment avec Edward Whymper aux premières ascensions du mont Dolent, de l'aiguille d'Argentière et de l'aiguille de Tré-la-Tête, en 1864. 
Disciple de James David Forbes, il publia en 1865 la première carte fiable du massif du Mont-Blanc et, en 1868, une de la région du mont Rose.

## Toponymie
Un petit sommet sur l'arête nord-ouest de l'aiguille du Chardonnet, dans le massif du Mont-Blanc, a été nommé en son honneur « aiguille Adams Reilly » (3 506 m), par Henri Vallot. Il a été gravi pour la première fois par G. Euringer avec les guides Alphonse Payot et Edouard Folliguet, le 23 août 1893. Les deux cols encadrant ce sommet sont appelés « col Adams Reilly » (3 365 m) et « col supérieur Adams Reilly » (3 462 m) ; le glacier qui en descend pour rejoindre le glacier d'Argentière est le glacier Adams Reilly.

## Premières ascensions
- Mont Dolent, le 9 juillet 1864, avec Edward Whymper  et les guides Michel Croz, Michel-Clément Payot et Henri Charlet
- Aiguille de Tré-la-Tête, le 12 juillet 1864 avec Edward Whymper et les guides Michel Croz, Michel-Clément Payot et H. Charlet
- Aiguille d'Argentière, le 15 juillet 1864, avec Edward Whymper et les guides Michel Croz, Michel-Clément Payot et H. Charlet

## Publications
- The chain of Mont Blanc, from an actual survey in 1863-4, Longman & Co., 1865,
- The Valpeline, the Valtournanche and the Southern valleys of the Chain of Monte Rosa, from an actual survey made in 1865-66, 1868
- Forbes's Life and Letters, avec John Campbell Shairp et PG Tait, 1873